# 達吉斯坦戰爭
達吉斯坦戰爭（俄语：Дагестанская война），又称达吉斯坦武装分子入侵（俄语：Нашествие боевиков в Дагестан），是1999年8月7日车臣共和国與俄羅斯之間的衝突。當時车臣共和国為支援俄罗斯达吉斯坦共和国境內的分离主义叛乱，沙米尔·巴萨耶夫和伊本·哈塔卜率领伊斯兰国际旅進軍达吉斯坦共和国。战争以俄罗斯联邦和达吉斯坦共和国大获全胜、伊斯兰国际旅撤退而告终。後來達吉斯坦戰爭与1999年9月发生的莫斯科公寓楼爆炸案成为俄羅斯發動第二次車臣戰爭的战争借口。